# Jozef Ondzik
Jozef Ondzik (* 22. července 1964, Humenné) je slovenský lékař a dokumentární fotograf. Je držitelem řady významných ocenění, mj. titulu Slovenský fotograf roku 2010.

## Život a tvorba
Vyrůstal ve východoslovenském Humenném v rodině gymnaziálního učitele a úřednice. Po absolvování Univerzity Pavla Jozefa Šafárika v Košicích nastoupil na pozici anesteziologa v nemocnici v Dolním Kubíně na Oravě. Na konci devadesátých letech studoval na Institutu tvůrčí fotografie Slezské univerzity v Opavě. V roce 2000 se přestěhoval do Bratislavy, kde až do roku 2009 pracoval na plný úvazek v Ústavu srdečních a cévních chorob.
Ondzik fotografuje od svých 12 let. S prací ve fotokomoře jej seznámil jeho přítel Tomáš Leňo, se kterým spolupracuje dodnes. Zlomovým momentem v jeho tvůrčím vývoji bylo přistoupení ke kolektivnímu projektu, v rámci kterého dokumentoval zánik tradičních rusínských obcí a přestěhování původních obyvatel do paneláků v Humenném v důsledku výstavby přehrady Starina. Je autorem Zprávy o stavu země z roku 2002, která kladla do kontrastu život v městě a na vesnici. V roce 2010 vydal knihu ilustrující předvolební boj politických stran na Slovensku, v roce 2011 připravuje publikaci o východoslovenských Rusínech.